# 替名情臻
《替名情臻》（羅馬化：Thatri / Thatree）是一部由Good Feeling制作，颂猜·斯里苏帕（King）执导，纳瓦希·普潘塔奇斯（Pon）、耶娜·萨拉斯（Gina）领衔主演，以二战时期为背景的泰国时代爱情剧，预计将在2024年5月22日起通过泰国第3电视台播出。剧情主要讲述了一个与巨额财产的继承人同名的男子伪装身份与侄女住在一起以获得遗产的故事。

## 剧情简介
Thatri Thatriphan因无节制的消费和奢华的生活方式而破产。破产后，他的爱人和朋友都与他断绝了关系，甚至没有人可以依靠。有一天，他在乘火车旅行时偶然遇到了一位同名好友Thatri Worraphat。虽然Thatri Worraphat曾经很穷，但现在已经成为百万富翁的继承人之一，他即将继承百万富翁的资产。突然，火车站被炮弹轰炸。Thatri Thatriphan只受了一点擦伤，但Thatri Worraphat伤势更为严重，需要长时间的修养才能康复。因此，Thatri Worraphat要求与他同名的Thatri Thatriphan以Thatri Worraphat的身份出现，才能继承百万遗产。Thatri Thatriphan表示同情，但像这样改变命运的机会来之不易。他答应朋友的要求，伪装身份与Thatri Worraphat的侄女Rachit同住一屋檐。Thatri Thatriphan假冒身份的事情是否会被Thatri Worraphat的家人揭发？

## 演员阵容
- 纳瓦希·普潘塔奇斯（Pon）饰演 Thatri Thatriphan，Thatri Worraphat的朋友。
- 耶娜·萨拉斯（Gina）饰演 Rachit，Thatri Worraphat的侄女，泰国峇峇娅娅。
- 维拉甘·瓦塔纳坤（英语：Academy Fantasia (season 6)）（Mac）饰演 Thatri Worraphat，Thatri Thatriphan的朋友，Rachit的叔叔。
- 莎兰娅·君帕缇（Nink）
- 普莉玛·邦查伦（Prim）